# Stazione di Kokuritsu-Kyōgijō
La Stazione di Kokuritsu-Kyōgijō (国立競技場駅?, Kokuritsu-Kyōgijō-eki) è una stazione della metropolitana di Tokyo, si trova nel quartiere di Shibuya, a poca distanza dalle stazioni di Sendagaya e Shinanomachi della JR East.

## Stazioni adiacenti
| «          | Servizio   | »              |
| Linea Ōedo | Linea Ōedo | Linea Ōedo     |
| ---------- | ---------- | -------------- |
| Yoyogi     | -          | Aoyama-itchōme |